# رآکتور زاینده

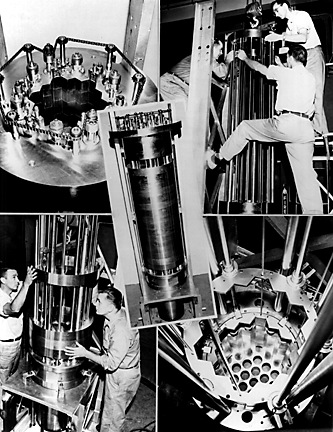
راکتور آزمایشی بریدری EBR-1 آمریکا در آیداهو در سال ۱۹۵۱

رآکتور زاینده یا رآکتور بریدر (به انگلیسی: Breeder Reactor) ، یکی از انواع رآکتور هسته‌ای صنعتی در نیروگاه‌های هسته‌ای در جهان است که از انرژی هسته‌ای استفاده می‌کند.
این رآکتورها غالباً به منظور پاسخ یه کمبود اورانیوم-۲۳۵ طراحی شده‌اند، و سوختشان به‌جای اورانیوم-۲۳۵، ایزوتوپ اورانیوم-۲۳۸ یا توریوم است. سیستمهای بریدری از نظر تئوری قابلیت تأمین انرژی دنیا را تا هزاران سال دارند.
کشورهای اروپایی و ژاپن (که با کمبود سوخت اورانیوم-۲۳۵ مواجه‌اند) از این روش استقبال بزرگی کرده‌اند.

## اقسام
تاکنون چهار نوع رآکتور بریدری ابداع شده است.:
- راکتور سریع خنک شده فلز مایع
- راکتور سریع خنک شده گازی
- راکتور نمک گداخته
- راکتور تولیدکننده آب سبک